# 亚东水库
亚东水库是中国吉林省延边朝鲜族自治州和龙市境内的一座水库，位于海兰河支流长仁河上，建于1978年。水库正常库容为3429万立方米，集雨面积为304平方千米，海拔为372米。